# パナソニック インパルス
パナソニック インパルス（英: Panasonic Impulse）は、日本の大阪府門真市に本拠地を置くアメリカンフットボールの実業団チーム。Xリーグ1部のX1 Superに所属。
パナソニック移行後の正式チーム名は企業名とチーム名との間に空白が入る名称が正しい。

## 概要
1974年に「松下電工インパルス」として創部。2年後の1976年に当時の社会人リーグ(現Xリーグ)に加盟。「インパルス」の名は「フットボール界と社内に衝撃（インパルス）を与える」に由来する。チームカラーはブルー・ブラック・イエロー。ホームタウンは大阪府門真市。チームのマスコットキャラクターはメイビー君で背番号は#06。カンガルーをモチーフとしている。チームのオフィシャルページによれば正式名称は「ウィン・ザ・メイビー」である。
Xリーグの前身である日本社会人リーグ時代から通算した地区優勝回数18回は史上最多であり、強豪チームとして知られる。1995年にはチーム初の日本一を達成した。

## 歴史

### チーム創設から1995年まで
1974年に「松下電工インパルス」として創部。Xリーグに所属するチームの中では4番目に古い歴史を持つ(アサヒビールシルバースター・警視庁イーグルス・サイドワインダーズ)。愛称の「インパルス」は、「フットボール界と社内に衝撃（インパルス）を与える」という意味で命名された。日本社会人リーグへ初めて出場したのは、創部から2年後の1976年である。翌年の1977年に社会人リーグAブロックに昇格。1978年には、関西学院大学ファイターズを破って西日本制覇を果たした。
1980年から1983年まで、4年連続で関西社会人リーグ優勝を果たす。1984年からは、実業団チームで作る日本実業団リーグに参加した。
1987年、松下電工のCIスポーツに指定。この年から1990年までの4年間、日本社会人リーグの西日本カンファレンスで連続優勝を果たす。このうち1990年には、チーム初の社会人日本一を達成した。その後、年が明けた1991年に第44回ライスボウルに初出場。日本大学フェニックスに13-35で敗れた。
1994年は2度目の出場となった第48回ライスボウルで、初出場の立命館大学パンサーズを16-14で下し、初の日本一を達成。
1995年は全社的サポートの体制が整えられる。2年連続3回目となるライスボウルに出場し、京都大学ギャングスターズに21-35で敗れる。

### 1996年から2007年
1996年のシーズンより、日本社会人リーグがXリーグと名称を変更してリーグの再編成を行った。この年以降、東京スーパーボウルに3度出場するも、いずれも敗退のシーズンが続く。1999年にはアサヒ飲料、マイカルに続くリーグ3位の成績でシーズンを終え、ファイナル6出場を断たれるなど、チームの順位は低迷した。
2004年は9年ぶり4回目のライスボウル出場を果たし、立命館大学に26-7で勝利、10年ぶり2回目の日本一を達成。
2005年は世代交代により攻撃力が低下。ベテランQB高橋公一、高橋幸史に加え、立命館大学出身QB高田鉄男らが新たな戦力として入団したが、ジャパンXボウルで敗れ、ライスボウル2連覇を断たれる。
2006年はファイナル6の初戦で鹿島ディアーズに敗退。
2007年はウエストディビジョンで8連覇、ファイナル6では準決勝でオービックシーガルズをタイブレイクの末破り、ジャパンXボウル（決勝）でも富士通フロンティアーズに快勝、3年ぶりの出場となったライスボウルでは関西学院大学ファイターズの後半の猛追撃を振り切り、52-38で勝利、日本一のタイトルを奪回した。

### 2008年から2018年
2008年10月1日の松下電工の社名変更に伴いチーム名を「パナソニック電工インパルス」へ変更。先行する形で7月末にチームのロゴマークのデザイン変更が発表されていた。この年、昨年に引き続き2年連続のジャパンXボウル優勝を果たす。続くライスボウルでは、立命館大学パンサーズに13-17で敗れ、2年連続日本一には届かなかった。
2011年8月1日、パナソニックグループ内での一体感を醸成する為、チーム名を「パナソニック インパルス」へ変更した。
2012年1月1日付でパナソニック電工がパナソニックに吸収合併され解散、運営元がパナソニックに変更。これに伴い、ユニフォーム・チームロゴのデザインも変更された。
2015年はジャパンXボウル（決勝）で富士通フロンティアーズに24-21で勝利、6年ぶりの出場となったライスボウルでは立命館大学パンサーズと対戦。22ー19で勝利し、7年ぶりのライスボウル優勝となった。

### 2019年から現在
2019年より、リーグ編成変更により、新しく設立されたX1 Superに所属。レギュラーシーズンを3位で終え、続くポストシーズンでオービックシーガルズを24-14で破ってジャパンXボウルに進出。富士通フロンティアーズに28-26で敗れ、準優勝となった。
2020年、新型コロナウイルスによる短縮日程の影響でX1 SUPERが2つのブロックに分けられ、インパルスはオービックシーガルズ・東京ガスクリエイターズ・オール三菱ライオンズと共にBブロックに所属した。ブロックの最終順位を2位で終え、決勝進出を逃した。
2021年、レギュラーシーズンを全勝して1位で終了すると、続くポストシーズンでもIBM BIG BLUEに38-31で勝利。この年から社会人決勝となったライスボウルでは、2019年と同じく富士通フロンティアーズとの対戦となった。試合は18-24でフロンティアーズに敗れ、準優勝に終わった。
2022年、X1 Superが12チームに拡大され、ディビジョンAとディビジョンBに分かれる2ブロック制となった。インパルスはディビジョンA(IBM BIG BLUE・ノジマ相模原ライズ・アサヒビールシルバースター・胎内ディアーズ・オール三菱ライオンズ)に所属。レギュラーシーズン全勝でトップ通過し、ポストシーズンではアサヒ飲料クラブチャレンジャーズを38-28、オービックシーガルズを30-10で破り、ライスボウルに進出。対戦相手は昨年に続き富士通フロンティアーズであった。接戦の末、29－21で敗れてライスボウル制覇を2年連続で逃した。

## タイトル

### 社会人リーグ
通算　優勝：7回　準優勝：11回
東京スーパーボウル(1987年～2002年)
- 優勝：3回（1990, 1994-1995）
- 準優勝：5回（1988, 1992, 1997, 2000-2001）

ジャパンXボウル(2003年～2020年)
- 優勝：4回（2004, 2007-2008, 2015）
- 準優勝：3回（2005, 2010, 2019）

ライスボウル(2021年～)
- 優勝：1回（2024）
- 準優勝：3回（2021, 2022. 2023）

()内はシーズン年度

### 社会人VS学生大会
ライスボウル(～2021年)
- 優勝：4回（1995, 2005, 2008, 2016）
- 準優勝：3回（1991, 1996, 2009）

()内はライスボウル開催年

## 成績

### 秋季リーグ戦成績
|  |  |  | 優勝 |  | 準優勝 |  | 昇格 |  | 降格 |

#### 1997年-2008年（2ステージ制）
| 年度                       | 所属   | レギュラーシーズン | レギュラーシーズン | レギュラーシーズン | レギュラーシーズン | Final6（プレーオフ）                       |
| 年度                       | 所属   | 勝                 | 負                 | 分                 | 順位               | Final6（プレーオフ）                       |
| -------------------------- | ------ | ------------------ | ------------------ | ------------------ | ------------------ | ------------------------------------------ |
| 1997                       | X WEST | 5                  | 0                  | 0                  | 1位                | 東京スーパーボウル敗退（対鹿島ディアーズ） |
| 1998                       | X WEST | 4                  | 1                  | 0                  | 2位                | ワイルドカード敗退（対アサヒビール）       |
| 1999                       | X WEST | 3                  | 2                  | 0                  | 3位                |                                            |
| 2000                       | X WEST | 7                  | 1                  | 0                  | 1位                | 東京スーパーボウル敗退（対アサヒ飲料）     |
| 2001                       | X WEST | 9                  | 0                  | 0                  | 1位                | 東京スーパーボウル敗退（対アサヒ飲料）     |
| 2002                       | X WEST | 7                  | 1                  | 0                  | 1位                | セミファイナル敗退（対富士通）             |
| ジャパンエックスボウル開始 |        |                    |                    |                    |                    |                                            |
| 2003                       | X WEST | 8                  | 1                  | 0                  | 1位                | セミファイナル敗退（対アサヒビール）       |
| 2004                       | X WEST | 10                 | 0                  | 0                  | 1位                | JXB優勝(4)（対アサヒビール）               |
| 2005                       | X WEST | 8                  | 2                  | 0                  | 1位                | JXB敗退（対オービック）                    |
| 2006                       | X WEST | 7                  | 1                  | 0                  | 1位                | セミファイナル敗退（対鹿島ディアーズ）     |
| 2007                       | X WEST | 9                  | 0                  | 0                  | 1位                | JXB優勝(5)（対富士通）                     |
| 2008                       | X WEST | 8                  | 1                  | 0                  | 2位                | JXB優勝(6)（対鹿島ディアーズ               |

#### 2009年-2015年（3ステージ制）
| 年度 | 所属   | 1stステージ | 1stステージ | 1stステージ | 1stステージ | 2ndステージ    | Finalステージ                              |
| 年度 | 所属   | 勝          | 負          | 分          | 順位        | 2ndステージ    | Finalステージ                              |
| ---- | ------ | ----------- | ----------- | ----------- | ----------- | -------------- | ------------------------------------------ |
| 2009 | X WEST | 8           | 0           | 0           | 1位         | Super9：2勝    | ファイナルステージ敗退（対鹿島ディアーズ） |
| 2010 | X WEST | 9           | 0           | 0           | 1位         | Super9：2勝    | JXB敗退（対オービック）                    |
| 2011 | X WEST | 8           | 2           | 0           | 1位         | Super9：1勝1敗 |                                            |
| 2012 | X WEST | 7           | 3           | 0           | 1位         | Super9：1勝1敗 |                                            |
| 2013 | X WEST | 9           | 1           | 0           | 1位         | Super9：1勝1敗 | ファイナルステージ敗退（対富士通）         |
| 2014 | X WEST | 7           | 1           | 0           | 2位         | Super9：1勝1敗 |                                            |
| 2015 | X WEST | 7           | 0           | 0           | 1位         | Super9：2勝    | JXB優勝(7)（対富士通）                     |

#### 2016年-2018年（2ステージ制）
| 年度 | 所属   | レギュラーシーズン | レギュラーシーズン | レギュラーシーズン | レギュラーシーズン | プレーオフ                         |
| 年度 | 所属   | 勝                 | 負                 | 分                 | 順位               | プレーオフ                         |
| ---- | ------ | ------------------ | ------------------ | ------------------ | ------------------ | ---------------------------------- |
| 2016 | X WEST | 8                  | 1                  | 0                  | 1位                | セミファイナル敗退（対オービック） |
| 2017 | X WEST | 9                  | 0                  | 0                  | 1位                | セミファイナル敗退（対IBM）        |
| 2018 | X WEST | 8                  | 1                  | 0                  | 1位                | セミファイナル敗退（対IBM）        |

#### 2019年-現在（Super・Area制）
- 2022年-2023年シーズンはX1 SuperがDiv.AとDiv.Bの2ディビジョンに分かれて実施。
- 2024年シーズンからEAST・CENTRAL・WESTに地区分け

| 年度                                | 所属     | 地区 | レギュラーシーズン | レギュラーシーズン | レギュラーシーズン | レギュラーシーズン | プレーオフ                                      |
| 年度                                | 所属     | 地区 | 勝                 | 負                 | 分                 | 順位               | プレーオフ                                      |
| ----------------------------------- | -------- | ---- | ------------------ | ------------------ | ------------------ | ------------------ | ----------------------------------------------- |
| 2019                                | X1 Super |      | 5                  | 2                  | 0                  | 3位                | JXB敗退（対富士通フロンティアーズ）             |
| 2020                                | X1 Super |      | 1                  | 1                  | 0                  | 2位                | 短縮日程のため出場なし                          |
| ライスボウルへ移行（Xリーグ決勝戦） | X1 Super |      |                    |                    |                    |                    |                                                 |
| 2021                                | X1 Super |      | 7                  | 0                  | 0                  | 1位                | ライスボウル敗退（対富士通フロンティアーズ）    |
| 2022                                | X1 Super |      | 5                  | 0                  | 0                  | A1位               | ライスボウル敗退（対富士通フロンティアーズ）    |
| 2023                                | X1 Super |      | 5                  | 0                  | 0                  | A1位               | ライスボウル敗退（対富士通フロンティアーズ）    |
| 2024                                | X1 Super | W    | 6                  | 0                  | 0                  | 1位                | ライスボウル優勝(8)（対富士通フロンティアーズ） |

## チーム名の変遷
| チーム名称      |                            |
| 期間            | 名称                       |
| 1974年 - 2008年 | 松下電工インパルス         |
| 2008年 - 2011年 | パナソニック電工インパルス |
| 2011年 - 現在   | パナソニック インパルス    |